# Entandrophragma utile
Entandrophragma utile ist eine Pflanzenart innerhalb der Familie der Mahagonigewächse (Meliaceae). Sie ist im tropischen Afrika verbreitet. Das Handelskurzzeichen nach DIN EN 13556 für diese Baumart lautet ENUT und ist im Handel unter den Namen Sipo(mahagoni), Utile und Assié bekannt.

## Beschreibung

### Habitus und Blatt
Entandrophragma utile wächst als laubabwerfender Baum und erreicht Wuchshöhen von 55 bis 65 Metern und Stammdurchmesser von bis 2 bis zu 3 Metern. Der Stamm ist überwiegend gerade und zylindrisch, mit Brettwurzeln von 3 bis 5 Metern Höhe, die sich manchmal in lange Flachwurzeln verlängern. Der Stamm ist bis zu einer Höhe von bis zu 40 Metern astfrei. Die rissige mit länglichen Schuppen Borke ist silbergrau bis braun oder gelblich-braun. Die innere Borke ist rosafarbenrot, faserig und ohne ausgeprägten Geruch. Die Baumkrone ist kuppelartig mit einigen dicken Ästen. Die anfangs kurz-behaarte, schnell verkahlende Rinde der jungen Zweige ist bräunlich und mit Blattnarben versehen.
Die wechselständig und an den Enden der Zweige angeordneten Laubblätter sind in Blattstiel und -spreite gegliedert. Der Blattstiel ist 5–15 Zentimeter lang und hat zwei schwache seitliche Rippen oder ist an der Basis leicht geflügelt. Die Blattspreite ist paarig gefiedert und die 12 bis 32 Blättchen sind gegen- bis wechselständig angeordnet. Die Blattrhachis ist bis zu 45 Zentimeter lang und leicht gerillt. Der Blättchenstiel ist 1–5 Millimeter lang. Die papierartigen bis dünnledrigen Blättchen sind bei einer Länge von selten 3 bis meist 5 bis 15,5 Zentimetern sowie einer Breite von selten 1,5 bis meist 2 bis 5,5 Zentimetern elliptisch oder eiförmig bis verkehrt-eiförmig mit gerundeter bis leicht herzförmiger und asymmetrischer Basis und meist spitzem bis zugespitztem oberem Ende. Die Blättchen sind fast kahl, besitzen aber Haarbüschel in den Ecken der Blattadern. Es liegt Fiedernervatur mit 10 bis 16 Seitennerven auf jeder Seite des Mittelnerves. Es sind keine Nebenblätter vorhanden.

### Blütenstand, Blüte und Frucht
Entandrophragma utile ist zweihäusig getrenntgeschlechtig (diözisch). Der Blütenstand ist eine kurz behaarte, achsel- oder endständige Rispe von bis zu 25 Zentimetern Länge. Die funktionell eingeschlechtlichen Blüten sind fünfzählig mit doppelter Blütenhülle. Der Blütenstiel ist 2–3 Millimeter lang. Der Kelch ist becherförmig, kurz gelappt, 0,5–1 Millimeter lang und außen kurz behaart. Die Blütenblätter liegen frei und sind eiförmig. Sie sind 5–6 Millimeter lang, außen mit kurzen Haaren versehen und von grünlich-weißer Farbe. Die Staubblätter verschmelzen in eine urnenförmige Röhre von 3–4 Millimetern Länge und sind mit zehn Staubbeuteln an der leicht gezähnten oder fast ganzrandigen Spitze verschmolzen. Es ist ein oberständiger, konischer und fünfkammeriger Fruchtknoten vorhanden. Die Narbe ist scheibenförmigen und gelappte. Die männlichen Blüten besitzen einen rudimentäre Fruchtknoten. Bei der weibliche Blüten liegen kleine, nicht öffnende Staubbeutel vor.
Die Frucht ist eine hängende, leicht keulenförmige, holzige und septifrage Kapselfrucht von 14–28 cm × 4,5–7 cm. Sie hat eine braunschwarze Färbung und ist mit zahlreichen rotbraunen Lentizellen besetzt. Sie öffnet sich an der Spitze mit fünf holzigen Fruchtklappen. Die bis zu 30 Samen sind in der Mitte befestigt. Die Samen sind, einschließlich der Flügel, 8–11 Zentimeter lang und mittel- bis dunkelbraun gefärbt. Die Sämlinge keimen oberirdisch, wobei die Keimblätter oft in der Samenschale verbleiben. Das Hypokotyl ist rund 4–8,5 Zentimeter lang. Das Epikotyl hat eine Länge von 2 bis 4 Zentimetern. Die ersten zwei Blätter sind einfach und gegenständig.

## Holz

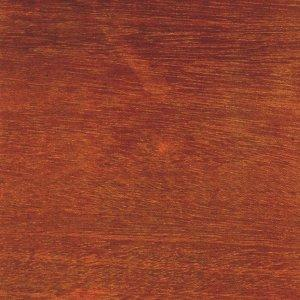
Beispiel für Sipoholz

Das Kernholz ist nach dem Trocknen rotbraun, wobei sich das Splintholz farblich deutlich vom Kernholz absetzt. Ein ausgeprägter Wechseldrehwuchs ist vorhanden.
Das (Kern-)Holz besitzt die Dauerhaftigkeitsklasse 2–3 (nach EN 350-2,1994) und gilt somit als dauerhaft gegen holzzerstörende Organismen (Pilze, Insekten, Termiten etc.).

### Strukturmerkmale
Da das Holz im Früh- und Spätholz Tracheen besitzt, gilt es als zerstreutporig. Der durchschnittliche Porendurchmesser beträgt 230 µm und sind im Vergleich zu anderen Baumarten relativ groß. Die Holzstrahlen sind schmal und überwiegend unter 1 Millimeter hoch. Die Zuwachsgrenzen sind durch schmale marginale Parenchymbänder markiert. Weitere Erscheinungsformen des Axialparenchyms sind kurze, wellige Bändchen zwischen den marginalen Bändern.

### Verwendung
Das Holz kann im Innen- sowie im Außenbereich eingesetzt und verbaut werden. Es ist besonders für den Rahmenbau (Fenster, Haustüren, Wintergärten), Fußböden (Parkett, Dielen), Treppen, Möbel und Wand- und Deckenbekleidungen geeignet. Da sich das Holz nach dem Verbauen kaum mehr verzieht, wird es gerne konstruktiv und immer weniger zu dekorativen Zwecken eingesetzt.

### Bearbeitbarkeit
Sipo gilt als ausgezeichnet mechanisch zu bearbeiten, jedoch kann es durch den Wechseldrehwuchs und die damit verbundene Faserabweichung bei manchen Bearbeitungsarten zu Rissen, Abplatzungen oder Ausrissen führen. Daher muss das Holz auch besonders schonend getrocknet werden.
| Kenngröße         | Wert  | Einheit |
| ----------------- | ----- | ------- |
| Rohdichte         | 0,59  | g/cm3   |
| Druckfestigkeit   | 58    | N/mm2   |
| Elastizitätsmodul | 11000 | N/mm2   |
| Biegefestigkeit   | 100   | N/mm2   |
| Zugfestigkeit     | 110   | N/mm2   |

## Gefährdung und Schutz
Die Art Entandrophragma utile ist bislang noch nicht nach CITES als gefährdet gelistet. Da das Holz jedoch aufgrund seiner guten Eigenschaften auf dem Holzmarkt sehr gefragt ist, schwinden die natürlichen Bestände stetig.